# Delichon
Delichon  es un género de aves paseriformes perteneciente a la familia Hirundinidae que contiene tres especies, denominadas comúnmente aviones. Estas esbeltas aves de cabeza grande, largas alas y patas cortas tienen la mayoría de las partes superiores de color negro con matices azulados que contrastan con su obispillo blanco, y sus zonas inferiores blancas o grises claras. Destacan por la forma de sus dedos y tarsos que son una característica del género. Los aviones están cercanamente emparentados con otros hirundinidos que construyen nidos de barro, en especial con las golondrinas del género Hirundo. Solo crían en Eurasia y el norte de África. Dos de sus especies, el avión común y el avión asiático, migran al sur en invierno, mientras que el D. nipalense es sedentaria y reside en los alrededores del Himalaya todo el año.
Los aviones anidan en colonias en acantilados y edificios, construyendo sus nidos de barro y forrando su interior con hierba y plumas. Ambos miembros de la pareja construyen el nido, incuban los huevos y alimentan a los pollos. La puesta típica consta de dos o tres huevos. Estas aves son cazadores aéreos de pequeños insectos como las moscas y los áfidos. A pesar de su ágil y rápido vuelo los aviones a veces son capturados por las rapaces. Pueden ser portadores de pulgas y parásitos internos. Ninguno de las especies del género está en peligro, aunque se han registrado amplios descensos en las poblaciones de aviones comunes en Europa central y septentrional. Este declive se debe a factores como el clima, los pesticidas agrícolas, la carencia de barro para construir sus nidos o la competencia de los gorriones comunes.

## Taxonomía

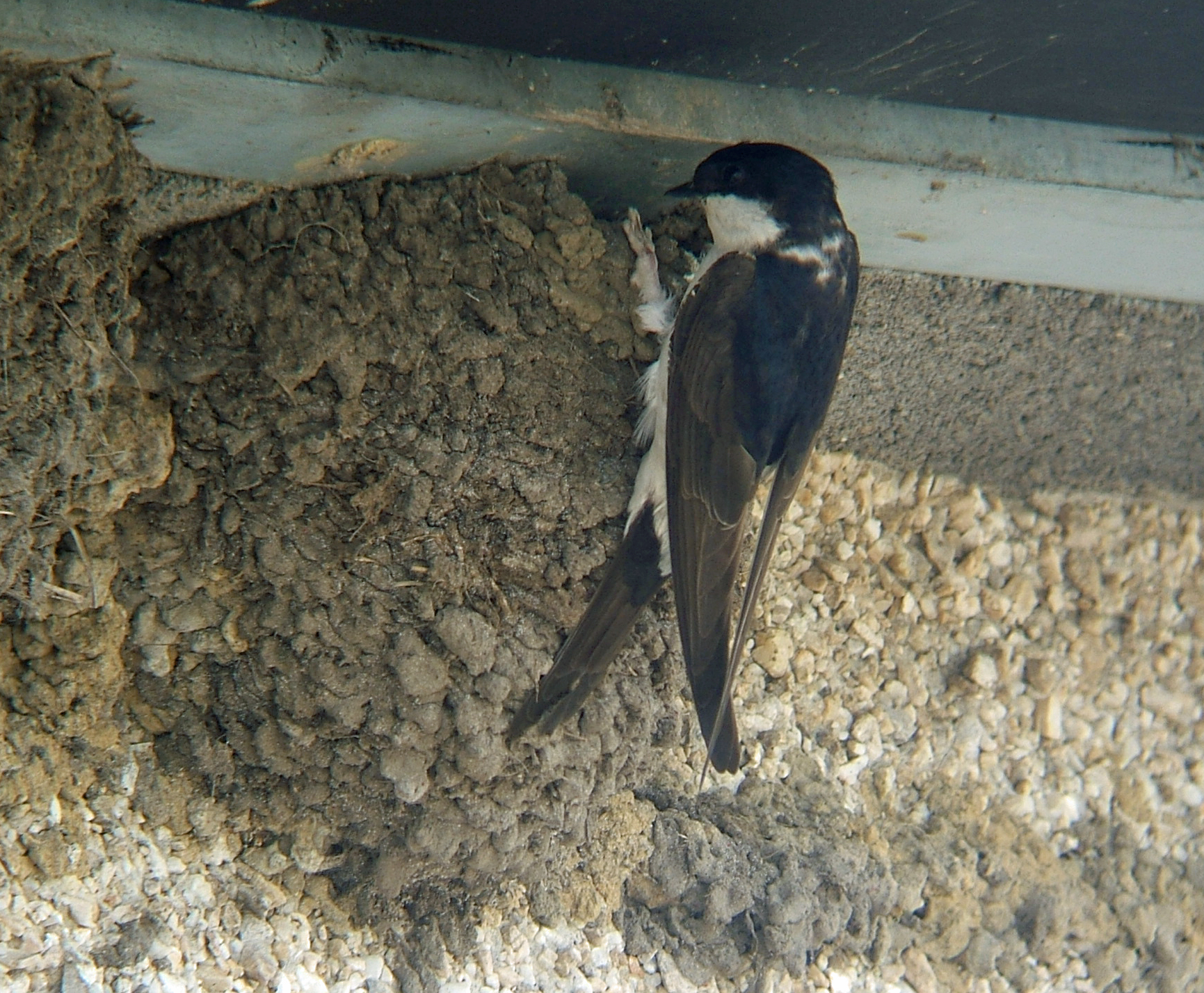
Avión común en su nido de barro con una pequeña entrada en la parte superior.

El género Delichon con sus tres especies pertenece a la familia de la golondrinas, Hirundinidae, situada en la subfamilia Hirundininae que contiene a todas las golondrinas y aviones excepto a los muy característicos aviones ribereños. Los estudios de ADN sugieren que hay tres agrupaciones principales dentro de Hirundininae, en términos generales coincidentes con sus distintos tipos de nidos. Los grupos son: los que escavan túneles para el nido, como los avión zapador; los que utilizan las cavidades naturales que adaptan para su nido, como la golondrina bicolor, y los constructores de nidos de barro. Las especies pertenecientes a Delichon construyen nidos de barro, generalmente cerrados, por lo que pertenecen al último grupo, aparentemente a medio camino entre las especies de Hirundo y Ptyonoprogne que hacen sus nidos abiertos en forma de cuenco, y las golondrinas Cecropis y Petrochelidon, que construyen nidos cerrados en forma de retorta con un túnel de entrada. Las pruebas genéticas sugieren un cercano parentesco entre Hirundo y Delichon, que además es evidencido por la frecuencia con la hibridan dos de sus especies, la golondrina común y el avión común, a pesar de pertenecer a distintos géneros. La agrupación taxonómica sugerida para de las golondrinas constructoras de nidos de barro ha sido recomendada por al menos dos comités taxonómicos europeos.
El género Delichon fue creado por el naturalista estadounidense Thomas Horsfield y el entomólogo británico Frederic Moore en 1854 para acomodar al avión nepalí que había sido descrito por Moore ese mismo año, y por ello es la especie tipo del género. Los otros dos aviones fueron trasladados a Delichon desde el género Chelidon en los que los habían situado en ese tiempo. El nombre del género «Delichon» es un anagrama del término griego χελιδον (chelidôn) que significa «golondrina».

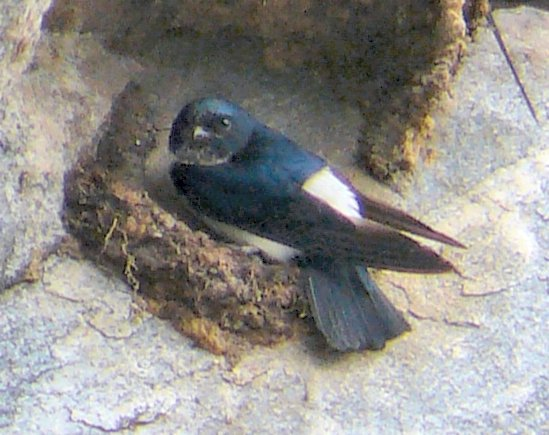
Avión nepalí iniciando la construcción de su nido.

El género contiene tres especies de aspecto similar:
- El avión común (Delichon urbicum) originalmente descrito como Hirundo urbica por Linneo en 1758.[11]
- El avión asiático (Delichon dasypus) descrito como Chelidon dasypus por Bonaparte en 1850.[12][13]
- El avión nepalí (Delichon nipalense) descrito por Moore en 1854.[7]

Los aviones común y asiático alguna vez fueron considerados como una sola especie, aunque ambos crían en el Himalaya sin hibridar. Además hay algunas pruebas de ADN que indican que hay distancia genética significativa entre ambos aviones.

## Distribución y hábitat
Las tres especies del género Delichon viven en el Viejo Mundo y crían solo en el hemisferio norte. El avión común es un migrante con una amplia distribución que cría en Europa, las zonas templadas del norte de Asia, y el norte de África. Su subespecie occidental D. u. urbicum pasa el invierno en el África tropical,  y la oriental D. u. lagopodum se traslada al sur de China y el sudeste asiático. El avión asiático cría más al sur que el avión común en las montañas de Asia central y oriental. Su subespecie nominal pasa el invierno en el sureste asiático, pero las variedades que crían en el Himalaya y Taiwán solo se trasladan de la alta montaña a altitudes más bajas. En cambio el avión nepalí es sedentario y reside en el Himalaya y otras montañas del sur de Asia.
El hábitat preferido del avión común son los espacios abiertos con vegetación baja, como herbazales, praderas y tierras de cultivo, preferiblemente cerca del agua, aunque también puede se le puede encontrar en las montañas hasta alturas de 2.200 metros. Anida frecuentemente en las construcciones humanas, y cría incluso en el centro de las grandes ciudades si el aire está suficientemente limpio. Las otras dos especies prefieren las regiones montañosas (además de los acantilados marítimos en el caso del avión asiático). Ambas anidan con menos frecuencia en los edificios que su pariente norteño. Los cuarteles de invierno de las dos especies migratorias comprende tanto las planicies abiertas como las zonas de colinas. La similitud y variación de plumajes de las especies de avión que viven en el sur de Asia y la confusión taxonómica que históricamente ha habido ha dejado sus áreas de distribución en la zona sin definir del todo.

## Descripción

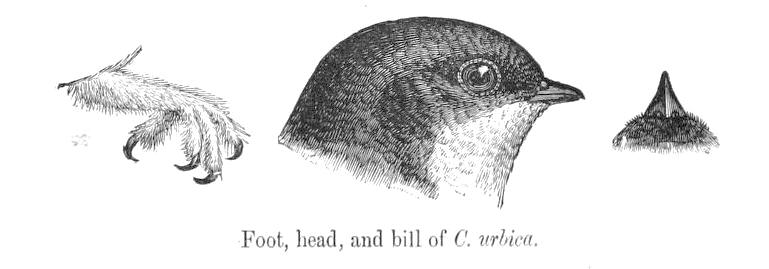
Dibujo de la cabeza, pata y detalle del pico corto y ancho del avión común.

Los aviones Delichon miden de 13–15 cm. Tienen las partes superiores negras con irisaciones azules que contrastan con su obispillo blanco, y con sus partes inferiores blancas o grises claras. Son aves vigorosas con la cabeza proporcionalmente grande, las alas largas y las patas cortas, y se caracterizan por la forma de sus dedos y tarsos. Su pico es corto, puntiagudo y ancho en la base. El avión común es el más grande de los tres, con una media de peso de 18,3 g. El avión asiático es el que tiene la cola más ahorquillada y sus partes inferiores son grisáceas, mientras que el avión nepalí es el más pequeño (15 g) y el que tiene la cola más cuadrada. Además se distingue de los otros dos por tener la barbilla y las coberteras inferiores de la cola negras. Como los demás aviones y golondrinas la muda del plumaje es lenta y progresiva porque necesitan mantener un vuelo eficiente todo el tiempo para poder alimentarse. La muda normalmente empieza a su llegada a los cuarteles de invierno, aunque coincide con la estación de cría para el avión nepalí que no es migratorio.
Los integrantes de Delichon emiten llamadas simples en vuelo de una o dos notas. En las dos especies más ampliamente distribuidas tiene un tono ligeramente metálico y vibrante característico. El canto del macho es un gorjeo corto ondulante y simple, quizás menos musical que el emitido por las demás golondrinas.
Los miembros de este género se parecen mucho a otras golondrinas. Cuatro especies del género Tachycineta tienen obispillos y partes inferiores blancos, pero éstas tienen irisaciones verdosas o verde azuladas en las partes superiores, sus colas son más largas y viven en lugares distintos, en Centro y Sudamérica. Sin embargo los aviones son fácilmente diferenciables de las golondrinas con las que coinciden por su conspicuo obispillo blanco y carecer de plumas de otros colores distintos al negro, blanco o gris claro.

## Comportamiento

### Reproducción

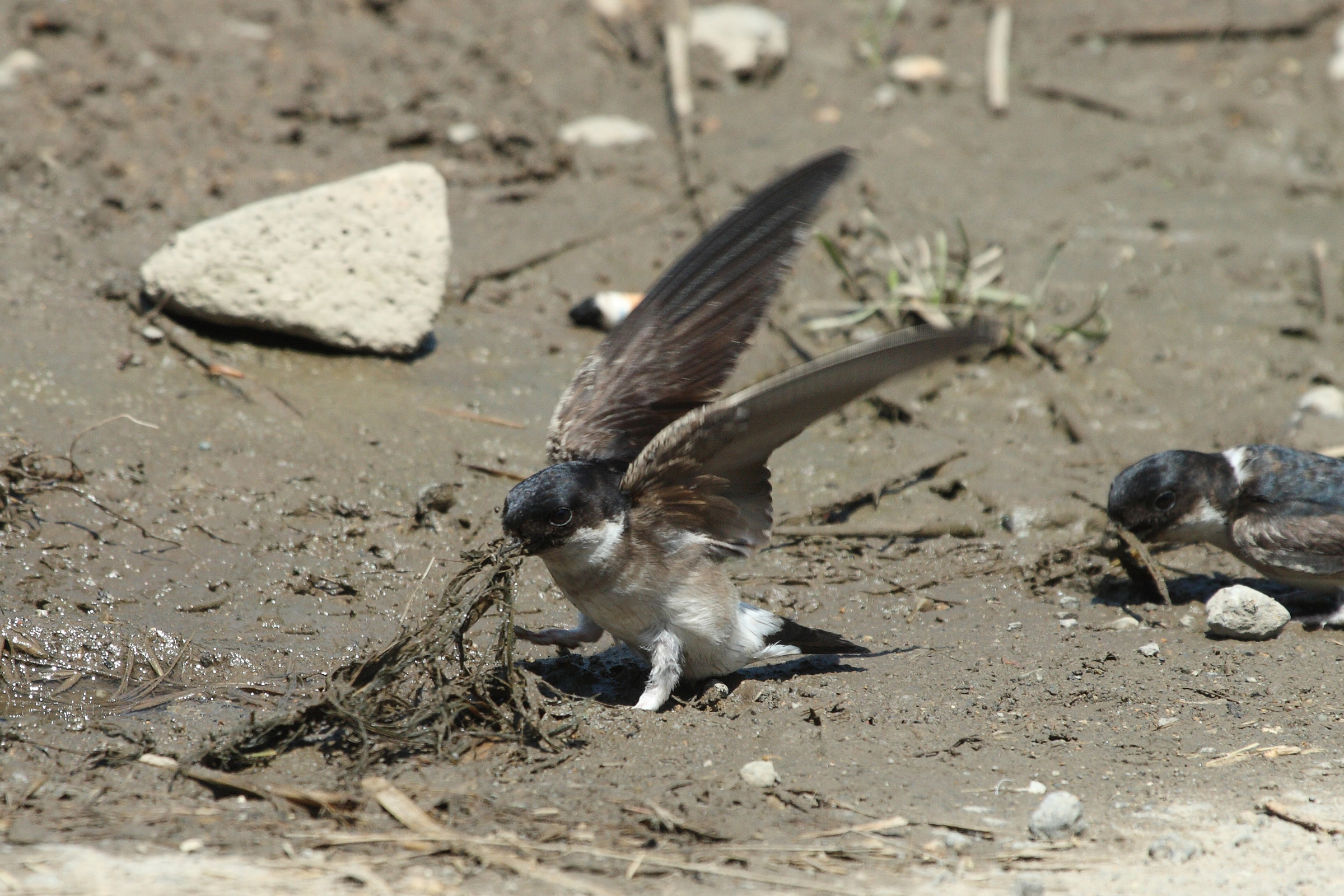
Aviones asiáticos recolectando materiales para su nido en Japón.

Todos los aviones integrantes de Delichon anidaban originalmente en precipicios, situando sus colonias de cría bajo los salientes de las paredes rocosas verticales. Sin embargo los aviones comunes actualmente anidan masivamente en las estructuras construidas por los humanos, y también lo hace aunque en menor cantidad el avión asiático. Los nidos típicos son cuencos de barro situados justo bajo un saliente que tape su parte superior y forrados en su interior de hierbas y plumas y con una pequeña entrada en lo alto, aunque muchos aviones asiáticos dejan las partes superiores de los nidos abiertas.
David Winkler y Frederick Sheldon creen que el desarrollo evolutivo de las golondrinas que construyen nidos de barro, y de las especies individualmente, siguen un orden de complejidad de sus construcciones. Una constructor de nidos en forma de retorta como la golondrina dáurica empieza con un cuenco abierto, luego lo cierra y entonces construye el túnel de la entrada. Winkler y Sheldon proponen que el desarrollo de los nidos cerrados redujo la competición entre machos por copular con las hembras. Como el acoplamiento se produce en el interior del nido esta dificultad en el acceso significa la exclusión de los demás machos. Esta reducción de la competición permitiría la cría en las densas colonias que realizan los miembros de Delichon.

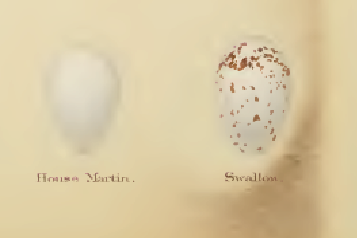
Huevo de avión común (izquierda) en comparación con el de la golondrina común.

El urbano avión común tiene que competir con los gorriones, que frecuentemente intentan arrebatarles los nidos durante su construcción, y los aviones tendrán que construir otro si los gorriones tienen éxito en su usurpación. La pequeña entrada del nido terminado impide que los gorriones puedan asaltarlo.
Como en otras golondrinas las paradas nupciales y las cópulas son normalmente breves y duran solo unos minutos. El macho llama a la hembra intentando dirigirla hacia el nido, donde él se posa y continúa emitiendo llamadas con la cabeza baja, las alas desplegadas y las plumas de la garganta erizadas. Si tiene éxito la hembra emite llamadas y permite que la monte generalmente en el interior del nido. Las puestas normales constan de tres o cuatro huevos, y las tres especies suelen intentar dos nidadas en una misma temporada. Los dos miembros de la pareja construyen el nido, incuban los huevos y alimentan a los pollos, aunque la hembra incuba durante más tiempo. La incubación dura entre 14–16 días. Los pollos son atriciales, y tras 22–32 días, dependiendo del clima, dejan el nido. Tras dejar el nido los nuevos juveniles se quedan una semana más con sus padres para ser alimentados. Ocasionalmente los juveniles de la primera nidada ayudan a alimentar a los pollos de las segunda nidada.
Un estudio realizado en Escocia muestra que la mortalidad de los aviones comunes sucede principalmente fuera de la estación de cría en un promedio del 57%. Las hembras que han criado dos puestas en la misma estación tienen mayor mortalidad que las que han criado solo a una, pero no existe esa correlación en los machos.

### Alimentación

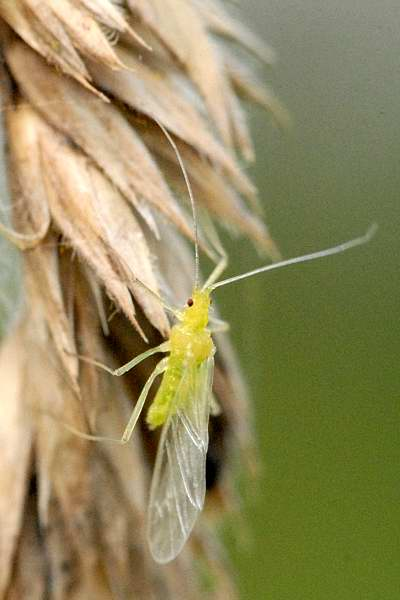
Los pequeños insectos voladores como los áfidos son los principales componentes de la dieta de los aviones.

Las especies de Delichon se alimentan en vuelo, atrapando presas más pequeñas que el resto de las golondrinas. Se cree que esto reduce la competencia interespecífica por la comida, particularmente con la golondrina común que comparte gran parte del territorio de cría e invernada con los aviones. Los insectos que comen son principalmente moscas pequeñas, pulgones e himenópteros como las hormigas aladas. Además atrapan un amplio espectro de otros insectos, como mariposas, pequeños escarabajos y neurópteros. Parece ser que los aviones asiáticos ocasionalmente también se alimentan en el suelo de colémbolos y larvas y los aviones comunes también bajan al suelo para alimentares alguna vez. Los aviones son gregarios, y se alimentan en bandadas a menudo con otras aves insectívoras aéreas como los vencejos, y otros hirundinidos como la golondrina común y la golondrina estriada. Al menos en el caso del avión común el inicio de la puesta de huevos parece estar ligado a la aparición de un gran número de áfidos voladores, que proporcionen un suministro estable de alimento para los pollos.

## Depredadores y parásitos

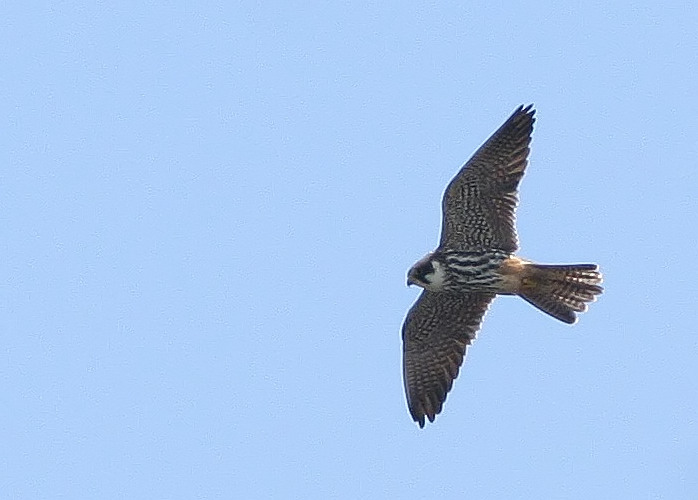
El alcotán es lo suficientemente rápido y ágil para atrapar aviones.

Los principales depredadores de los aviones son las aves de presa ágiles capaces de atrapar voladores veloces, como el alcotán europeo (Falco subbuteo). Los miembros de Delichon son más vulnerables cuando están en el suelo recolectando barro para sus nidos, por ello esta actividad suele ser comunal, los grupos de pájaros van juntos y descienden rápidamente al barrizal. Existen registros de que el halconcete acollarado (Microhierax caerulescens) que generalmente es insectívoro es capaz de cazar aviones nepalíes.
Los aviones son parasitados por pulgas y ácaros, como la pulga del avión, Ceratophyllus hirundinis y especies emparentadas. Un estudio realizado en Polonia sobre el avión común mostró que sus nidos generalmente contenían más de 29 especies de parásitos externos, siendo C. hirundinis y otro especialista de golondrinas, Oeciacus hirundinis, los más abundantes. Los miembros del género también pueden hospedar parásitos internos como Haemoproteus prognei (causante de la malaria aviar), que se transmite por medio de insectos chupadores de sangre como los mosquitos.
Se han registrado más de 40 especies de escarabajos en los nidos de avión común, la mayoría de ellas son también comunes en la zona o en los nidos de otras aves. Generalmente contienen unos 200 individuos, lo que es una cantidad relativamente baja en comparación con otras aves (1.400 escarabajos en los nidos del gorrión común, y 2.000 individuos en los del avión zapador). Los escarabajos no tienen ningún efecto en la nidada, y las razones por las que su cantidad es comparativamente más baja es desconocida, así que el número de parásitos encontrados en los aviones sea bastante pequeño, son desconocidas.

## Estado de conservación
La Unión Internacional para la Conservación de la Naturaleza (IUCN) es la organización responsable de evaluar el estado de conservación de las especies. Se considera que una especie es objeto de amenaza, en distintos niveles, si su área de distribución es pequeña, fragmentada o se está reduciendo, o si su población total tiene menos de 10 000 de individuos reproductores, o bien si su cantidad cae rápidamente (más del 10% en diez años o tres generaciones). Ninguna de las tres especies que componen Delichon cumplen estos criterios, y por ello las tres especies del género están catalogadas como de preocupación menor.
El tamaño de la población de las dos especies de aviones de Asia son desconocidas, aunque localmente son comunes o abundantes, y el avión asiático está expandiendo su área de distribución hacia el sur de Siberia. El avión común que cría en altitudes bajas se ha beneficiado mucho de las actividades humanas como los aclarados de bosque, que han ampliado las zonas abiertas que son sus hábitats preferidos, y de la construcción de edificios, que ha extendido las zonas donde pueden anidar, aunque se han registrado grandes declives de su población en Europa central y septentrional desde 1970. Este descenso es debido a factores como el clima, el envenenamiento por pesticidas agrícolas, la carencia de barro para construir sus nidos y la competencia con los gorriones comunes por los lugares de anidamiento. A pesar de todo, su amplísimo área de distribución y el gran tamaño de su población aseguran su estado de conservación global.